# Fézensaguet
Fézensaguet is een Zuid-Franse regio in Gascogne dat tegenwoordig deel uitmaakt van het departement Gers. Dit historisch burggraafschap bevond zich tussen Armagnac en Lomagne. 
In 1184 schonk graaf Bernard IV van Armagnac Fézensaguet aan zijn neef Bernard van Lomagne. In 1402 nam graaf Bernard VII van Armagnac de laatste burggraaf, Jan II, gevangen en annexeerde hij Fézensaguet en het graafschap Pardiac. In 1589 werden Armagnac en Fézensaguet door koning Hendrik IV van Frankrijk verenigd met de Franse kroondomeinen.

## Lijst van burggraven
- 1184-1202: Bernard (overleden in 1202), zoon van Otto van Lomagne en Mascarosa, dochter van graaf Gerold III van Armagnac
- 1202-1219: Gerold I (overleden in 1219), zoon van de vorige, onder de naam Gerold V ook graaf van Armagnac en Fézensac
- 1219-1245: Rogier (overleden in 1245), broer van de vorige
- 1245-1285: Gerold II (1235-1285), zoon van de vorige, onder de naam Gerold VI ook graaf van Armagnac en Fézensac
- 1285-1320: Gaston (1275-1320), zoon van de vorige
- 1320-1339: Gerold III (overleden in 1339), zoon van de vorige
- 1339-1390: Jan I (overleden in 1390), zoon van de vorige
- 1390-1401: Gerold IV (overleden in 1401), broer van de vorige, vanaf 1391 ook graaf van Pardiac
- 1401-1402: Jan II (overleden in 1402), zoon van de vorige, ook graaf van Pardiac